# Klederdracht (Nederland)

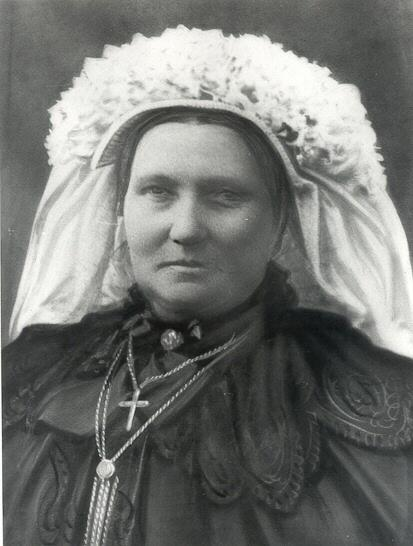
De poffer hoort bij de traditionele klederdracht in Noord-Brabant

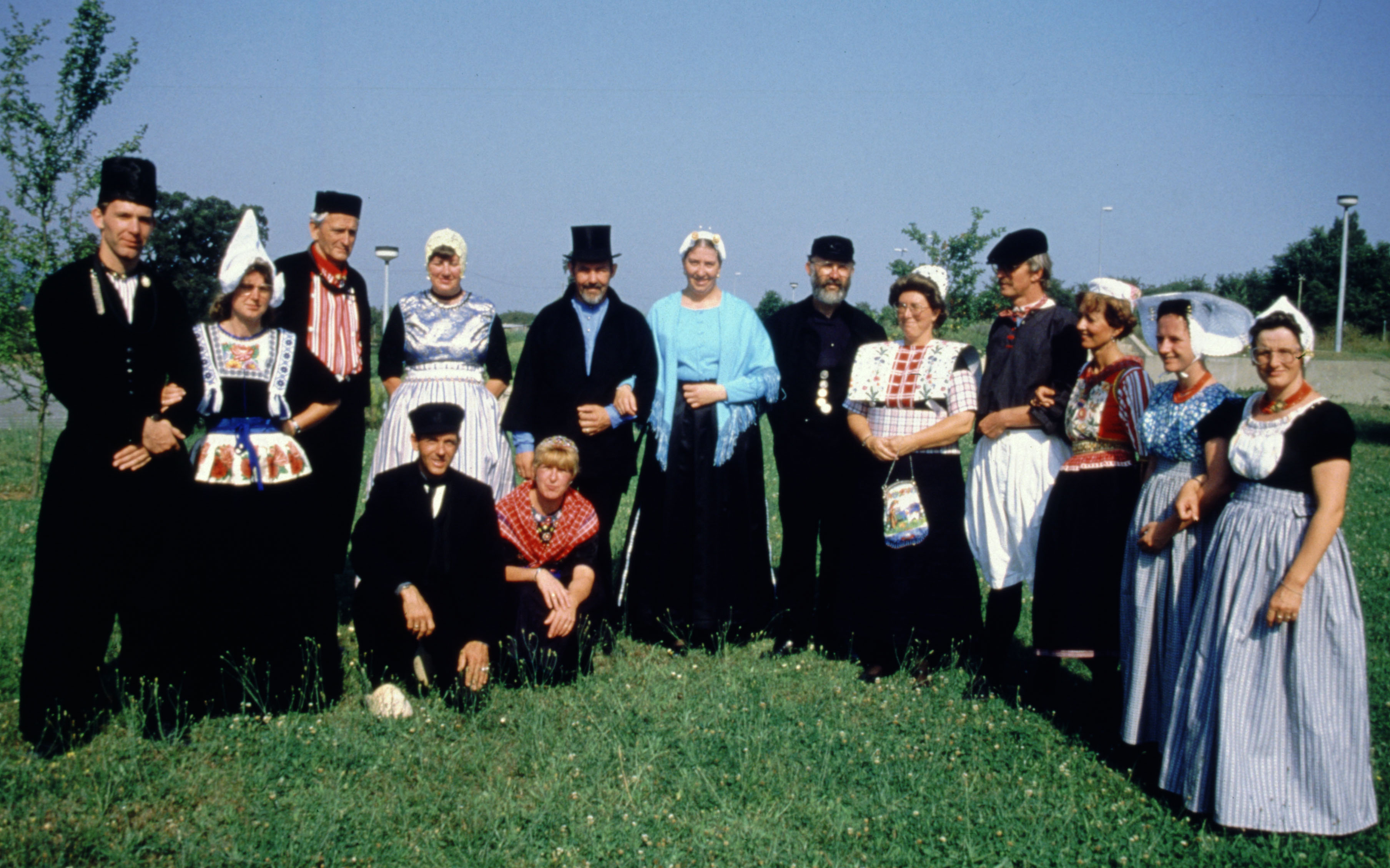
v.l.n.r.: Volendam, Urk, Scheveningen, Spakenburg, Marken, Arnemuiden, Walcheren. knielend: Staphorst

Klederdracht of streekdracht (kortweg: dracht) is de traditionele kleding die in Nederlandse gemeenschappen gedragen werd door een groot deel van de bevolking. Er is een aantal dorpen en streken in Nederland waar nog dagelijks klederdracht wordt gedragen, in het algemeen alleen nog door oudere vrouwen. Alleen in Staphorst-Rouveen en in Bunschoten-Spakenburg-Eemdijk maakt klederdracht nog deel uit van het gewone straatbeeld, maar ook daar wordt het aantal mensen in dracht snel minder.

## Definitie
Het woord klederdracht betekent letterlijk niet anders dan het dragen van kleding en wordt ook wel gebruikt voor de kleding die hoort bij een bepaald beroep (bijvoorbeeld het uniform van een politieman of een verpleegster), of een bepaalde religieuze groep (bijvoorbeeld het hoedje van een streng gereformeerde vrouw, het keppeltje van een joodse man of de hoofddoek van een orthodox-christelijke of moslimvrouw). In vakliteratuur wordt de voorkeur gegeven aan de term "streekdracht", omdat de dracht typisch is voor een bepaalde regio of soms ook een enkel dorp.
In de literatuur wordt klederdracht dan ook gedefinieerd als door autochtone mensen gedragen kostuum van een zekere ouderdom, met een voorgeschreven model, kleur, stof en versiering, waarin weinig individuele variaties worden toegelaten.
Het beroep en godsdienstige achtergrond van de gemeenschappen zijn van invloed op de klederdracht. In Bunschoten-Spakenburg waren er bijvoorbeeld (kleine) verschillen tussen de boeren- en de vissersdracht. In Zuid-Beveland bestaan er verschillen tussen de dracht van protestanten en die van rooms-katholieken en in Het Gooi en Eemland werd de vierkante kap met bijbehorende kleding uitsluitend door katholieken gedragen.
Hoewel de streekdracht op het oog erg homogeen lijkt, en iedereen er hetzelfde uit lijkt te zien, zijn er wel individuele verschillen. Vrouwen gebruiken voor hun kleding soms andere soorten kant, ander motieven van sits, of ze laten hun graad van rijkdom zien aan hun sieraden of details van de sieraden.

## Ontstaan

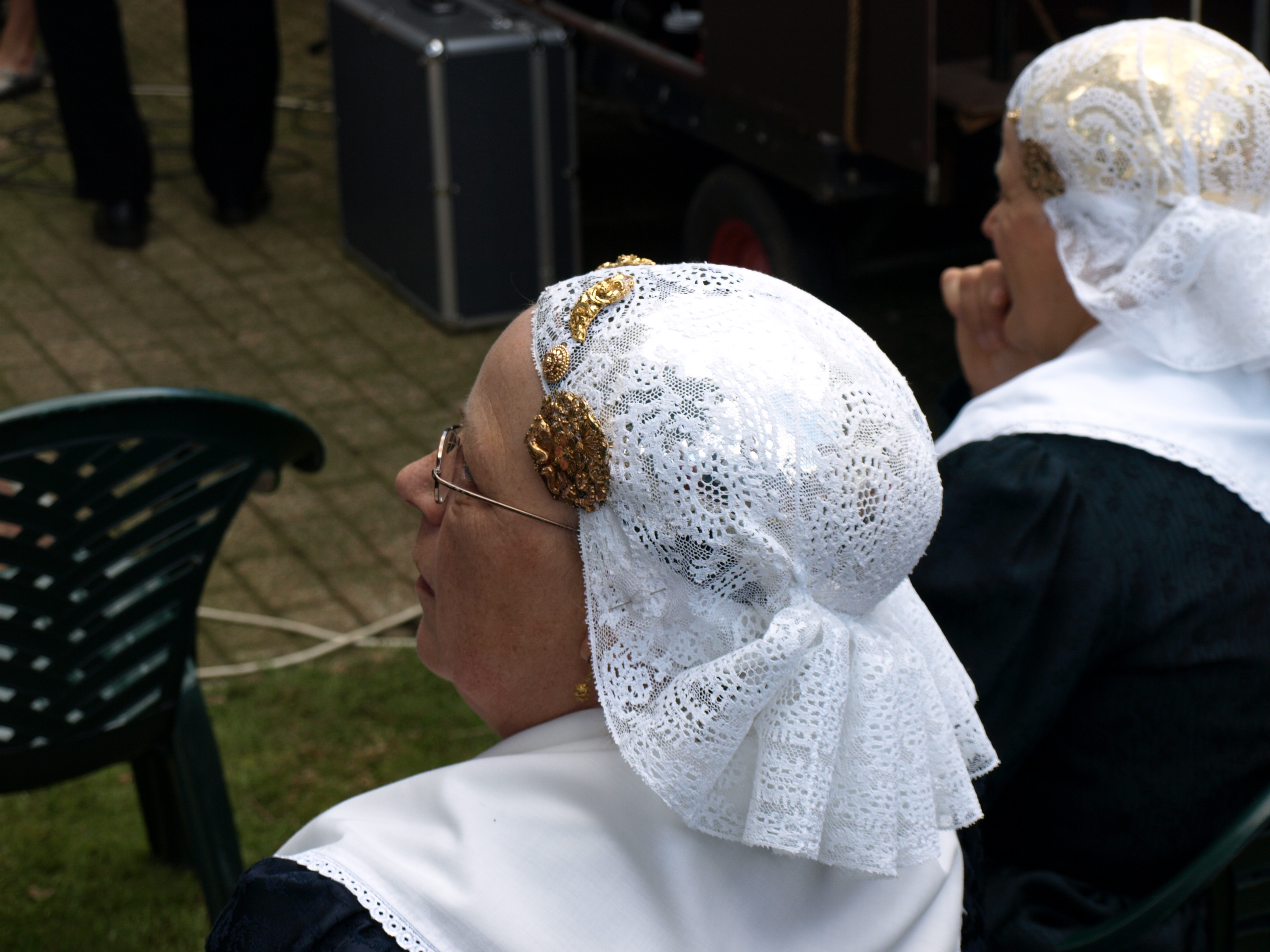
Kanten muts met zilveren oorijzers en gouden rozetten (Drenthe)

In het algemeen hebben de streekdrachten zich ontwikkeld uit de burgermode, die in de steden, vaak ook elders in Europa, werd gedragen. Doordat op het platteland de mode vaak "achterbleef" ten opzichte van de mode in de steden, bleven soms oude kledingvormen bewaard. Gaandeweg ontstonden daar ook weer eigen variaties in.
Bij de Nederlandse streekdrachten kan onderscheid gemaakt worden tussen "volksdrachten", vaak teruggaand op kledingvormen uit de zeventiende eeuw, en "modedrachten" ontstaan uit de 19e-eeuwse mode. Er zijn echter weinig klederdrachtstukken bewaard gebleven uit de periode voor de 18de eeuw.
Tot de volksdrachten kunnen de drachten van onder andere Staphorst, Spakenburg, Marken, Walcheren en Zuid-Beveland gerekend worden.
Een voorbeeld van volksdracht is bijvoorbeeld een kledingstuk als de kraplap. Dit is een rechthoekig stuk stof waarmee aan de voorkant de borst en aan de achterkant de rug wordt bedekt. Voor- en achterzijde zijn, met een uitsparing voor de hals, aan elkaar genaaid. Van oorsprong behoorde de kraplap eigenlijk tot de onderkleding en was dan een tamelijk onopvallend kledingstuk, maar in de verschillende drachten heeft de kraplap een eigen ontwikkeling doorgemaakt. Het spectaculairst was die ontwikkeling in Bunschoten-Spakenburg, waar de kraplap zich ontwikkelde tot een voor die plaats hard kenmerkende gesteven "harnas". Elders, bijvoorbeeld in Volendam, wordt de kraplap nog bedekt door een jakje, maar met uitsparingen aan de voor- en achterzijde zodat de bloemenversiering op de kraplap duidelijk opvalt. Soortgelijke ontwikkelingen hebben ook de gevouwen doek, die over de kraplap heen gaat, en het oorijzer gekend.
Een ander voorbeeld, het gebruik van kleurrijke sits, bijvoorbeeld in Spakenburg, was een afgeleide van het gebruik bij de hogere standen, die deze exotische stoffen als eerste droegen. 
De modedrachten sluiten meer aan op de mode van de negentiende eeuw. In het algemeen bestaat zulke kleding uit een lange, wijde rok met onderrokken, een jak dat versierd is met plooien, kantjes, knoopjes en bandjes en soms een schort. Typische modedrachten zijn bijvoorbeeld de drachten van het Kampereiland, Rijssen, Huizen en Noord-Beveland.

## Mannenkleding

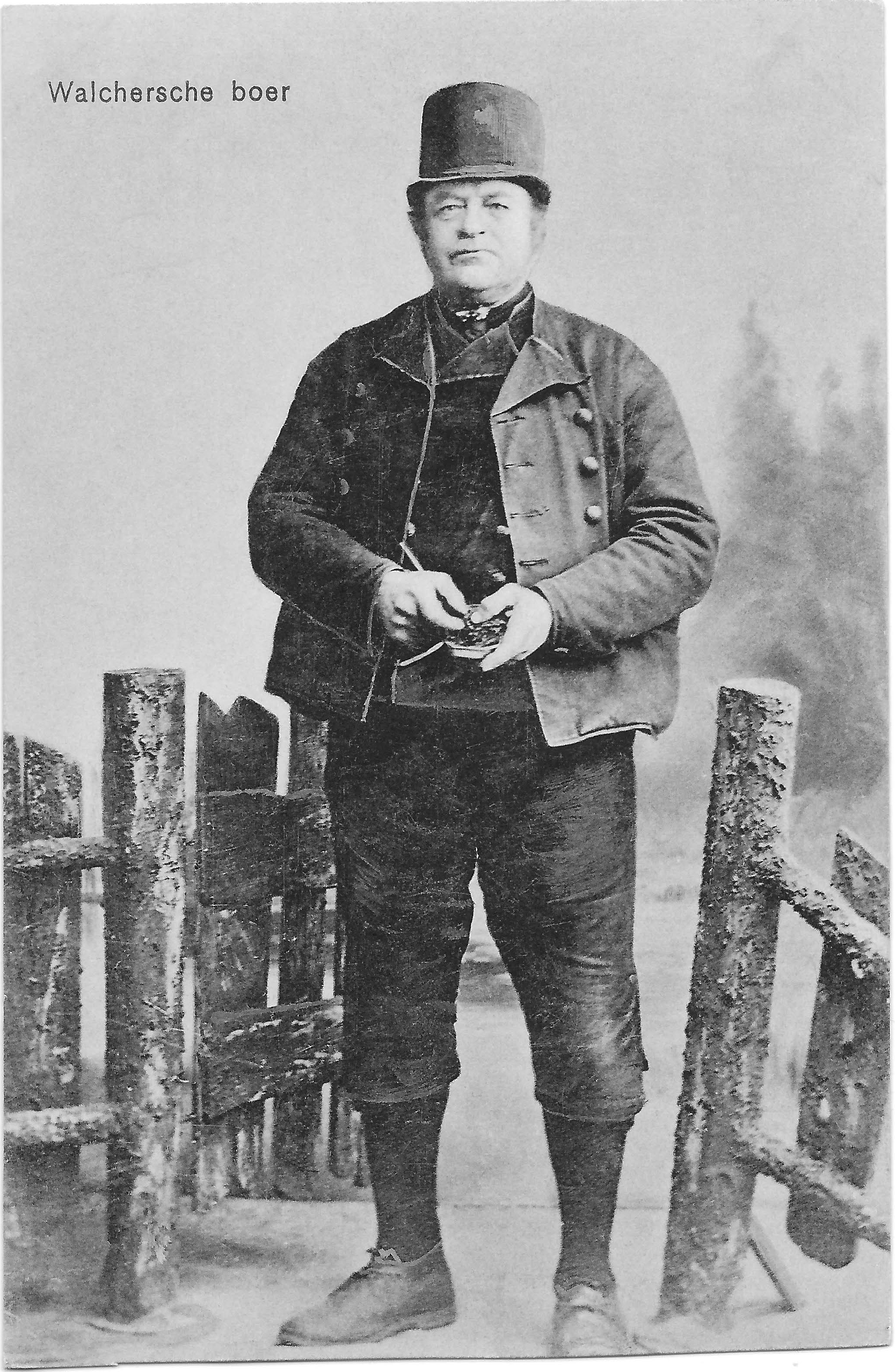
Kleding van een Walcherse boer (1914) met de typische 'tuunhoed'

Over de klederdracht van mannen valt minder te vertellen. Een van de oorzaken is dat de mannendracht in het algemeen minder verschilt van de burgerdracht dan die bij de vrouwen. Ook is het zo dat de mannendracht meestal ten minste één generatie eerder uitsterft dan de vrouwendracht. Alleen Urk lijkt op deze regel een uitzondering te vormen.
Typisch voor veel mannendrachten zijn de "klepbroek", die niet met een rits maar met een klep gesloten wordt, en de gouden "keelknopen" waarmee het hemd wordt gesloten.

## Daags en zondags
In vrijwel alle streekdrachten bestaat er een duidelijk verschil tussen de zondagse kleding en de daagse kleding. De zondagse kleding is vaak zeer kostbaar en wordt alleen gedragen om erin naar de kerk te gaan, of -niet overal- bij bijzondere andere gelegenheden. In veel drachten geldt dat zondagse kleding nooit gewassen mag worden. Moet dat toch een keer gebeuren, dan is "de zondag eraf".
Vooral aan mutsen is te zien dat er zondagse kleding wordt gedragen. De knipmuts werd bijvoorbeeld uitsluitend op zondag gedragen. Ook de sieraden zijn vaak kostbaarder en mooier dan die voor de week. Bij de daagse kleding kan een onderscheid gemaakt worden tussen werkkleding en "opknapkleding". De "opknapkleding" is meer voor "netjes", nadat het werk in de stal, de tuin of de keuken is gedaan. Ook zou men nog de "uitgaanskleding" kunnen onderscheiden die bijvoorbeeld gedragen wordt bij het boodschappen doen of als men op bezoek gaat.
Werkkleding is meestal gemaakt van sterke en goed wasbare stof. Ook het "doorschuiven" van kledingstukken kwam vaak voor: een kledingstuk dat eerst voor de zondag bestemd was, wordt dan bijvoorbeeld na het eerste wassen als opknapkleding gebruikt, en uiteindelijk als werkkleding afgedragen.

## Rouw
Anders dan in de burgerdracht is bij de meeste streekdrachten ook het dragen van rouw bewaard gebleven. Na het overlijden van een familielid, buur of goede vriend, wordt gedurende een bepaalde periode rouw gedragen. Deze rouwperiodes waren aan strikte voorschriften gebonden: bijvoorbeeld 2 of 3 jaar rouw na het overlijden van een ouder, of 3 maanden na het overlijden van een neef of nicht. De lengte van de rouw was niet overal gelijk. In sommige streken was het gebruikelijk dat een weduwe de rest van haar leven in rouwdracht bleef, tenzij ze opnieuw trouwde. Rouwdracht wordt soms ook gedragen vanwege de geloofsovertuiging, als een uiting van nederigheid en van boetedoening tegenover God.
Vrijwel alle streekdrachten kennen een onderscheid tussen zware rouw, bijvoorbeeld gedragen na het overlijden van een van de ouders of de echtgenoot, en lichtere rouw, gedragen wanneer bijvoorbeeld een oom of tante is overleden of wanneer de periode van de zware rouw voorbij is en men gaat "afrouwen". Sommige streekdrachten kennen nog verfijnder onderscheid; zo hebben er op Marken wel zeven verschillende rouwgraden bestaan, en in Staphorst is er een dracht die uitsluitend wordt gedragen op de laatste zondag van de rouw, dus voordat men weer overgaat tot "uit-de-rouwse kleren".
Rouwkleding is te herkennen aan de kleding zelf en aan de sieraden die worden gedragen. In de meeste drachten is de kleur rood taboe als men in de rouw is. Kleuren als blauw, paars en groen ziet men vaak in de lichte rouw, in de zware rouw overheerst zwart. Ook het kant aan de mutsen wordt in de meeste drachten achterwege gelaten als men in de rouw is. In de sieraden worden goud en bloedkoraal in veel gevallen vervangen door zilver en git of soms granaat. Het goud aan het oorijzer blijft echter ook in de rouw meestal behouden. In de noordelijke provincies van het land werden de gouden "stiften" aan het oorijzer dan soms wel bedekt met zwarte stof.
Rouw in de mannendracht is op de Noordwestelijke Veluwe herkenbaar aan de halsdoek. Buiten de rouw is deze rood, tijdens de verschillende fasen van de rouw achtereenvolgens zwart, donkerblauw en grijs.

## Korte beschrijving van de voornaamste Nederlandse streekdrachten
Hoewel er grote verschillen bestaan tussen de klederdrachten, zijn er ook een aantal overeenkomsten of een aantal veel voorkomende onderdelen.
- Bij de streekdracht voor vrouwen hoort in alle gevallen in een of andere vorm een muts of hoofddeksel. Mogelijk is dit veroorzaakt door een voorschrift van apostel Paulus (I Korinthiërs 11),[2] dat is doorgevoerd in de hoofdbedekking in de christelijke eredienst. Mutsen bestaan in verschillende basistypes, zoals de luifelmuts, de hul, de kornet, de floddermuts en ten slotte een bolvormige zak, zoals de poffer of mopmuts.[4] Ook werd wel een hoofddoek gedragen, die stamde uit de middeleeuwen.[3] De hul was het meest algemene en eenvoudige model; de grotere kappen zijn daaruit ontwikkeld.
- Een oorijzer in de een of andere vorm, ontstaan uit de noodzaak de muts aan het haar te bevestigen.
- De kraplap of beuk, dat het decolleté van de vrouw bedekt.
- Daarnaast jakjes in verschillende snit, rokken en schorten.

### Volendam
De - ook internationaal - bekendste Nederlandse dracht is die van Volendam. De dracht is bekend geworden dankzij de schilders die rond 1900 in Volendam neerstreken. Kenmerkend is vooral de Volendammer hul die op het hoofd wordt gedragen, en de bloedkoralen kettingen, bestaande uit drie rijen dikke bloedkoraal, met een rechthoekig gouden slot, waarop vaak een scheepje of iets dergelijks is afgebeeld. Hille Butter was een van de vrouwen die begin twintigste eeuw vaak in deze dracht door kunstenaars werd vastgelegd.
"Frau Antje", het meisje dat in Duitsland Nederlandse kaas promoot, draagt een afgeleide van de Volendamse dracht. Veel toeristen komen naar Volendam vanwege de klederdracht, maar deze dracht wordt niet in stand gehouden omwille van de toeristen.

### Marken

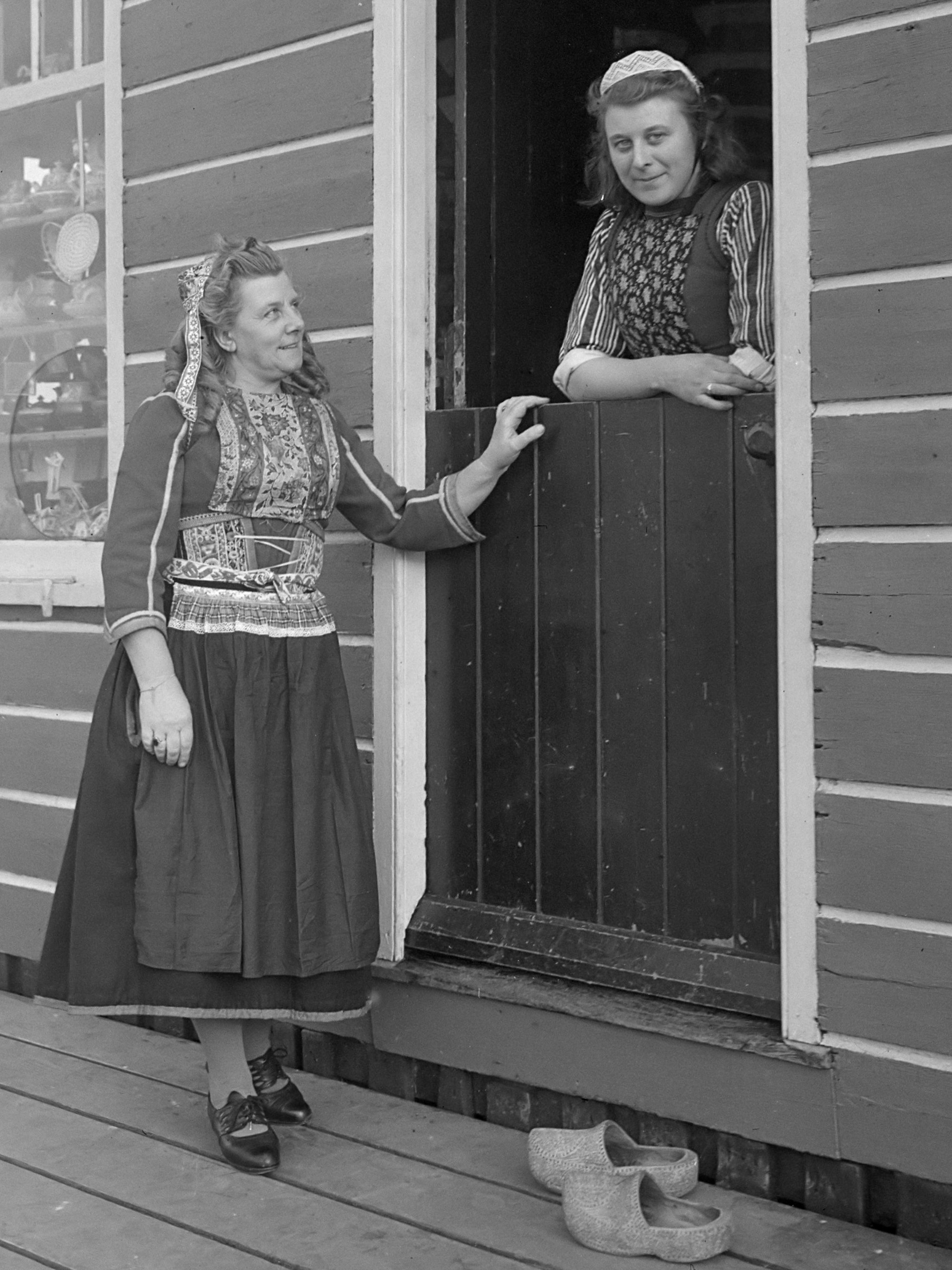
Sijtje Boes draagt Markense klederdracht (1948)

Ook Marken trekt veel toeristen vanwege de klederdracht. Sijtje Boes was bij velen bekend, omdat zij thuis mensen ontving, de dracht liet zien en daarbij veel souvenirs wist te verkopen. De Marker dracht is bijzonder kleurig en rijkgeschakeerd. Voor bijna elke gelegenheid is er wel een aangepast kostuum. Van oudsher is de pinksterdracht de mooiste; bij deze gelegenheid werden, en worden nog wel, veel antieke kledingstukken gedragen. Op Koningsdag zit er veel oranje in de kleding. Een typerend deel van de Marker dracht is het rijglijf, een soort korset, dat versierd is met borduurwerk. Ook de "bauw" is bijzonder: dit is een lapje bedrukte stof, dat ter versiering op de borst wordt gedragen. Vooral op zon- en feestdagen zijn dit vaak fraaie antieke stukjes textiel, sits genoemd.

### Schokland
De klederdracht van dit geïsoleerde eiland, dat in 1859 ontruimd was, is alleen bekend uit oude prenten en beschrijvingen van enkele tijdgenoten. De twee dorpen op het eiland hadden elk eigen tradities. 

### Bunschoten-Spakenburg-Eemdijk
Opvallend zijn hier de grote gesteven kraplappen, die als een soort schild over de borst, schouders en rug worden gedragen. Ze zijn gemaakt van bedrukte katoen, die met veel stijfsel in model wordt gehouden. Net als de bauwen op Marken zijn ze op zon- en feestdagen vaak van antieke stof gemaakt. Uit de rouw zijn ze zeer kleurig, in de lichte rouw vertonen ze meestal lichtpaarse bloemmotieven op een witte ondergrond. In de zwaardere rouw overheerst het donkerpaars. Bijzonder zijn ook de gehaakte mutsjes. Veel vrouwen maken of maakten die zelf. Het haken ervan is bijzonder arbeidsintensief, en kan wel honderd uur per mutsje vergen. De motieven variëren sterk en zijn meestal door de maakster zelf ontworpen.

### Staphorst-Rouveen

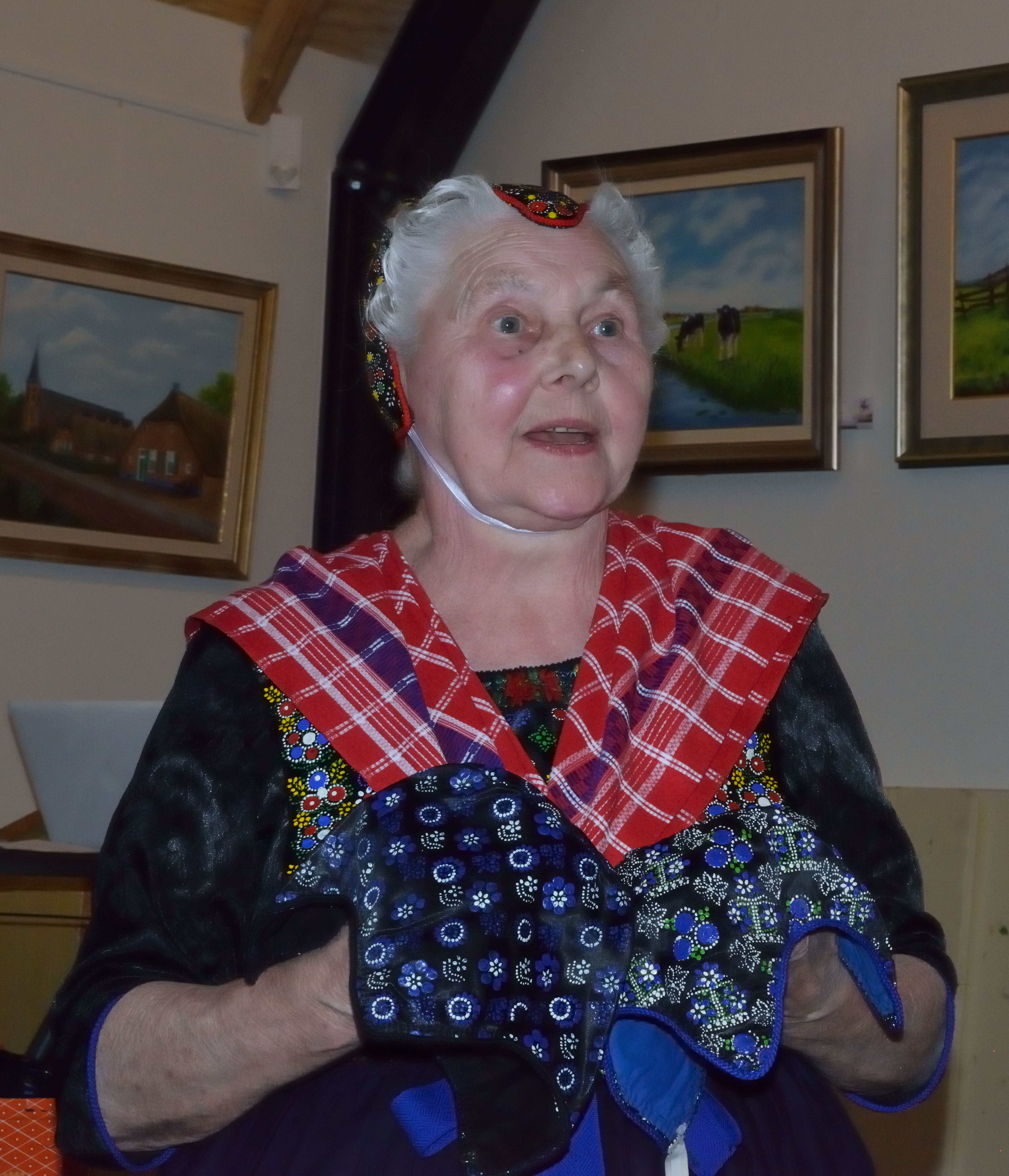
Mutsen (Musse) en kraplap met Staphorster stipwerk

Ook hier gaat de kleding op oude vormen terug. De vrouwen dragen een "borstrok" van meestal zwarte stof, waarvan alleen de mouwen zichtbaar zijn. Daaroverheen gaat de kraplap, vrijwel altijd versierd met bloemmotieven. Uit de rouw zijn deze zeer kleurig, in de lichte rouw zijn de kleuren voornamelijk blauw, groen en paars. In de zware rouw zijn de bloem- of stipmotiefjes zwart met wit. Daaroverheen wordt een geruite katoenen schouderdoek gedragen: rood met wit en blauw als men niet in de rouw is, blauw met zwart voor de rouwperiode. Tegenwoordig wordt deze doek bij warm weer meestal achterwege gelaten.
De rok is meestal zwart met scherpe plooien aan de achterkant. Op zondag zijn de rokken blauw met zwart, vaak van handgeweven stof. Daaroverheen wordt een schort gedragen met een gekleurd bovenstukje. De kleuren corresponderen uiteraard met de rouwgraad. Op het hoofd draagt men een klein katoenen mutsje van stipwerk. Op zondag en bij bijzondere gelegenheden wordt het grote zilveren oorijzer met 6 à 7 gouden krullen gedragen, en daaroverheen de "toefmuts", met -uit de rouw- een kanten randje eraan.

### Noord-Veluwe
De zogenaamde "oude dracht" is inmiddels uitgestorven. Deze vertoonde sterke verwantschap met de Staphorster dracht, al waren er ook een aantal duidelijke verschillen. Vanaf het begin van de twintigste eeuw werd de oude dracht langzaam verdrongen door de "nieuwe", die werd overgenomen uit de omgeving van Kampen, waar veel Veluwse meisjes werkten in de huishouding.
De nieuwe dracht bestaat uit een zwarte rok, met een zwart jakje, dat prachtig versierd is met eveneens zwarte plooitjes, strookjes kant, knoopjes en dergelijke. Om de hals draagt men een wit kraagje, soms gehaakt of gebreid, soms van broderie of kant gemaakt. Door de week wordt een schort gedragen, op zondag niet; dan is de rok zelf versierd met knoopjes en zwart kant, en wordt daarbij nog een mooi versierde zwarte ceintuur gedragen. Op het hoofd komt op zondag een knipmuts (de zogenaamde "lange muts") met een brede strook handgekloste kant eraan. Als men in de rouw is, is de muts van effen tule of batist gemaakt. De sieraden zijn van goud met bloedkoraal als men niet in de rouw is, en van zilver met git als men rouw draagt.

### Urk
Net als op Marken dragen de vrouwen hier nog een rijglijf, een soort korset, dat bekleed is met blauw damast. De kraplap is vaak gemaakt van mooi gekleurde zijde, met daarop geborduurde bloemetjes, het "hartje". Voor de zondagen komt daar nog een zwarte, geplooide doek met franje overheen. Over het smal zilveren oorijzer wordt een hul gedragen, met een meestal geel gekleurd kanten randje. Het schort is door de week van gestreepte stof, dezelfde die ook in Volendam wordt gedragen, en zondag van zwarte wol. Om de hals draagt men een snoer met meestal vier of vijf rijen glasgranaten, en een rechthoekig slot in de nek, dat vaak versierd is met ankertjes, klavertjes, hartjes of graveerwerk.

### Huizen

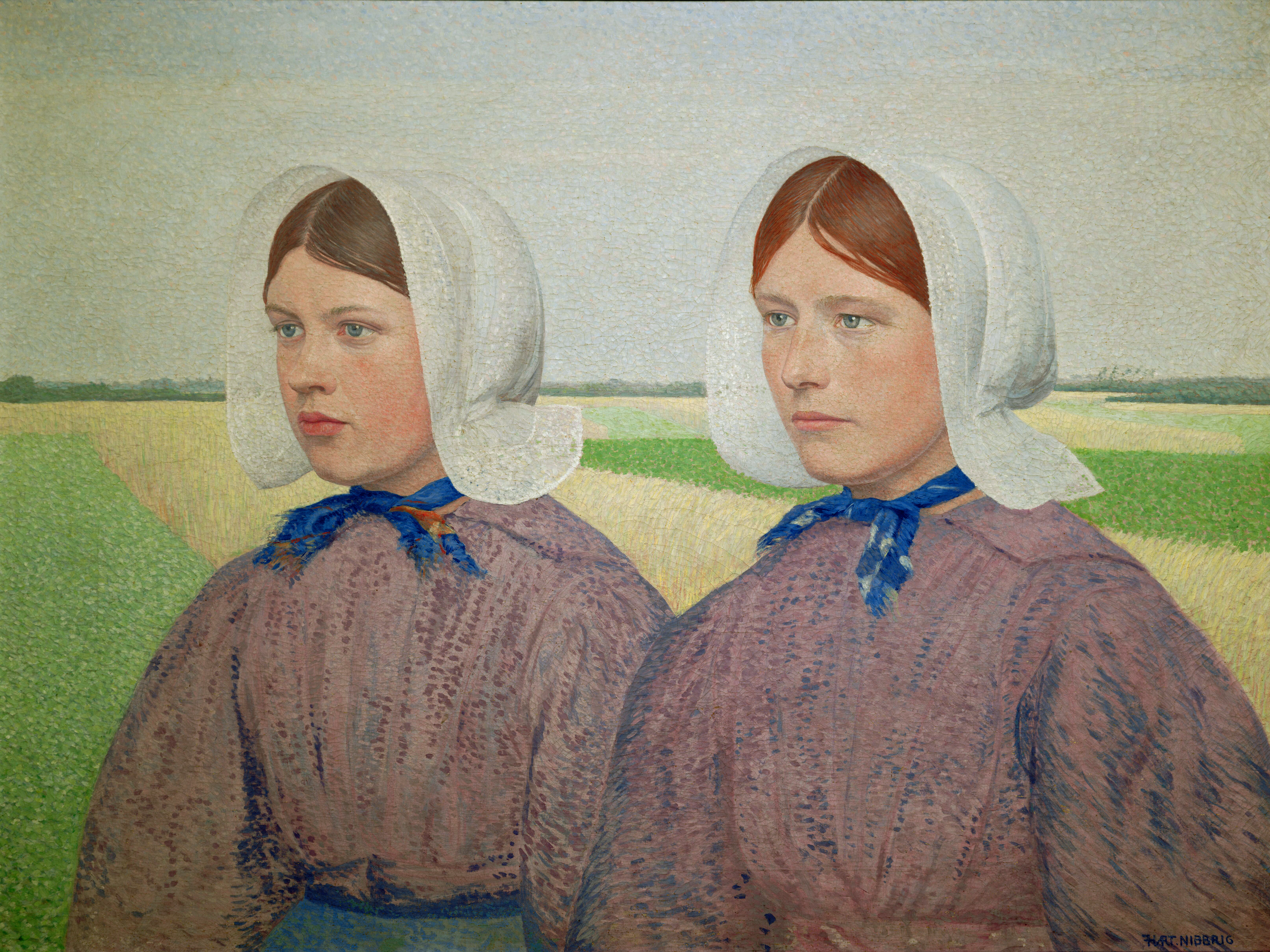
Huizer meisjes dragen de isabee (Ferdinand Hart Nibbrig)

In Huizen zijn vooral de luifelvormige mutsen erg opvallend. Die bestonden er in verschillende vormen: de zondagse oorijzermuts, die erg bewerkelijk was bij het opzetten, en ook de eenvoudiger "isabee". Van oorsprong was deze meer voor daags gebruik, maar geleidelijk aan kwam de isabee ook voor de zondagen in zwang. Verder kwam ook de "kornetmuts" in Huizen voor. Feitelijk was dit dezelfde muts als de knipmuts, die in grote delen van Gelderland en Overijssel voorkwam. Typisch voor Huizen was echter de enorm verbrede en opstaande voorstrook. Daardoor kreeg de kornetmuts hetzelfde silhouet als ook de andere Huizer mutsen.
Het kostuum van de vrouwen was meestal zwart of donkerpaars, met wijde bovenmouwen.

### Scheveningen

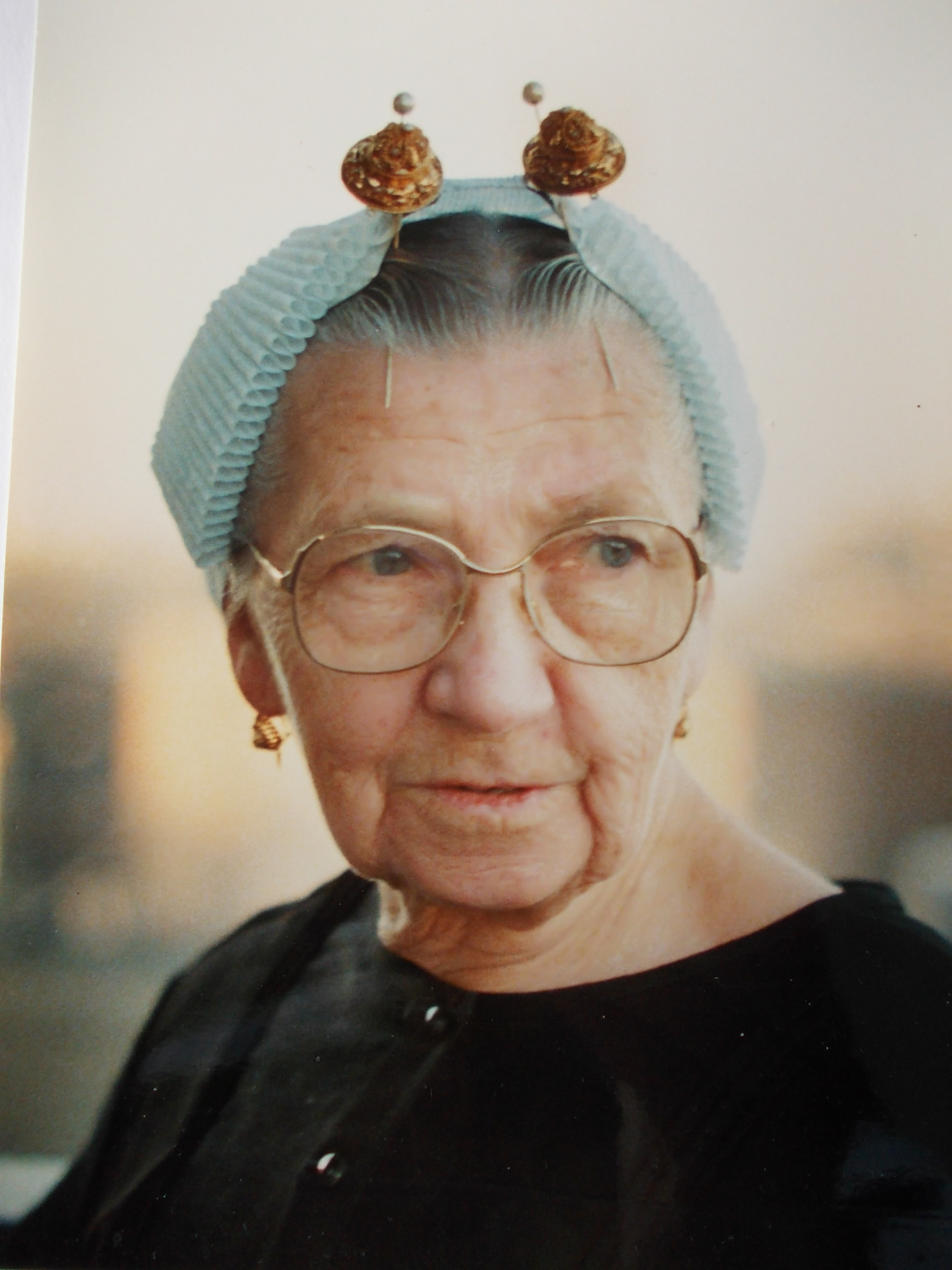
Moeder Jaapje in haar Scheveningse klederdracht

Opvallend aan de Scheveningse dracht zijn in de eerste plaats de grote geplooide schouderdoeken, die over het jak heen worden gedragen. De kleuren zijn meestal in pasteltinten: lichtblauw, zeegroen, zacht lila. De randen zijn versierd met geknoopte franjes. Het oorijzer of hoofdijzer bestaat uit een lange, brede zilveren band, aan de bovenkant versierd met ovale gouden boeken van filigraanwerk. Daaroverheen wordt een zakvormige "hul" gedragen van kant of batist.

### Zuid-Beveland
De Zuid-Bevelandse dracht is een van de duurste die in Nederland gedragen werd (wordt). Bekend zijn vooral de grote kanten mutsen: schelpvormig/ovaal bij de protestantse vrouwen, trapeziumvormig bij de katholieke. Het oorijzer is van zilver, met twee vierkante gouden "stukken", die als een soort "achteruitkijkspiegeltjes" aan weerskanten van het gezicht staan. Daarbij draagt men een ketting van meestal zes snoeren bloedkoraal en een gouden slot, dat aan de achterkant in de nek wordt gesloten.
De kraplap (in Zeeland "beuk" genoemd) is van kleurige stof. Daaroverheen komt een grote gevouwen doek in dezelfde kleur. De rok ("keus") is meestal niet zichtbaar, omdat hij aan alle kanten bedekt wordt door het schort: door de week van fijn geruite katoen, op zondag van zwarte merinowollen stof.

### Walcheren
De Walcherse dracht wordt gekenmerkt door het witte "verpleegsterskapje", een kanten muts met een lachette, met daarbij een zilveren oorijzer met gouden krullen, gouden strikken en gouden spelden aan de zijkant. De beuk ("kraplap") accentueert de boezem, en is meestal van mooie stof gemaakt, versierd met borduurwerk en soms pailletten. Daaroverheen wordt een zwart jakje gedragen met korte mouwen. Net als op Zuid-Beveland is het schort door de week van bonte katoen (meestal wit met zwart en grijs), en op zondag van zwarte merinoswol. Mannen droegen een typische hoge mannenhoed, de 'tuunhoed'(1850 - 1899). (zie voorbeeld bij het mannenkleding hoofdstuk)

### Axel
In de omgeving van Axel in Zeeuws-Vlaanderen werd de Axelse dracht gedragen. Kenmerkend is de grote schouderdoek, die hoog boven de schouder uitreikt. De kraplap of beuk was meestal prachtig versierd met kraaltjes en/of borduurwerk.

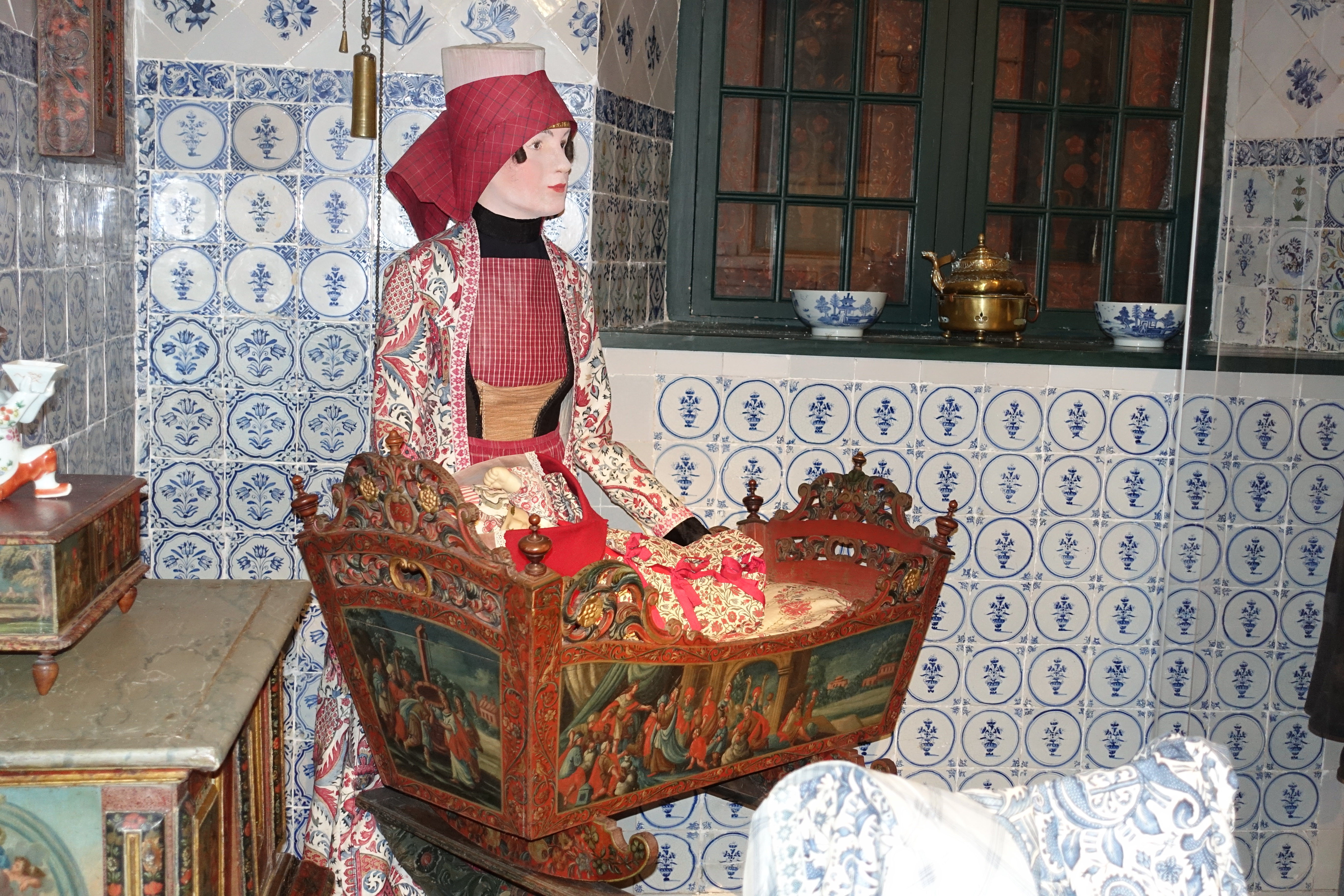
Poppen in streekdracht Hindeloopen

### Hindeloopen
De dracht van Hindeloopen is zeer kleurig. Er wordt veel gebruik gemaakt van katoenen sits. Gehuwde vrouwen dragen een hoed die bovenaan voorzien is van een cilinder, de fôrflechter.

### Overige in Friesland, Drenthe, Groningen

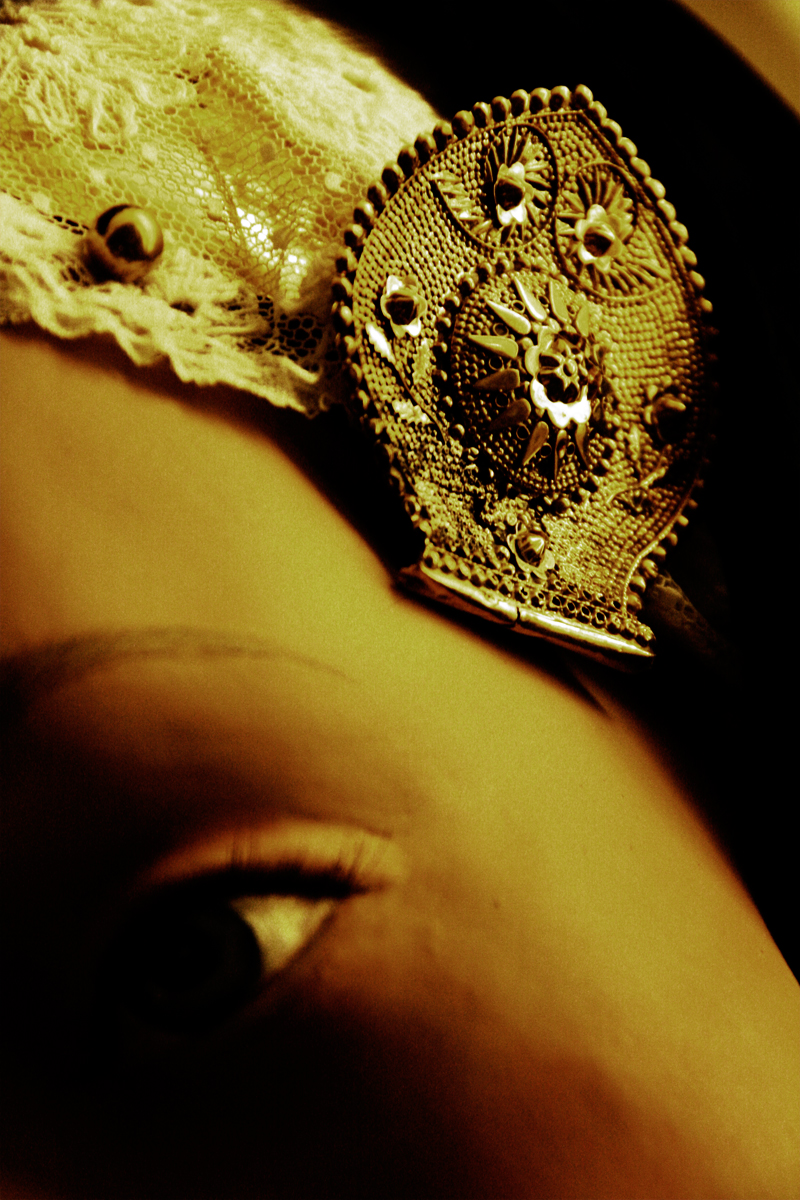
Fries oorijzer

Kenmerkend is de combinatie van streekgebonden hoofddracht met kleding die in grote lijnen de mode volgde die ook elders in Europa en vogue was. De "typisch Friese" dracht, die bij allerlei gelegenheden nog getoond wordt, is gebaseerd op de kleding die omstreeks 1860 in de mode was. De dracht in Drenthe en Groningen was in grote lijnen gelijk aan de Friese. In Groningen is de dracht al vroeg uitgestorven (eind negentiende eeuw), in Friesland en Drenthe is dat pas omstreeks 1965.
De hoofddracht die in de noordelijke provincies werd gedragen bestaat uit twee ondermutsen, een witte en een zwarte, een oorijzer, die bedekt wordt door een kanten 'floddermuts'. In de loop van de negentiende eeuw werden de oorijzers steeds groter, totdat zij rond 1870 de vorm van een soort helm hadden gekregen, die vrijwel het hele hoofd bedekte. Het oorijzer kon van goud, zilver of koper gemaakt zijn, afhankelijk van het budget van de draagster. Aan weerskanten boven de slapen was het oorijzer versierd: in Friesland met uitstaande 'knoppen', met machinaal gestampte figuurtjes. Deze knoppen heten in Groningen 'stiften' en zijn van filigraanwerk.

## Verdwijnen van de streekdrachten
Aan het begin van de twintigste eeuw voorspelde men het verdwijnen van de streekdrachten, maar een aantal drachten heeft de 21e eeuw nog gehaald. Redenen voor het verdwijnen van de streekdrachten zijn onder andere geweest:
- de toegenomen mobiliteit, waarbij mensen vaker buiten de eigen dorpen en streek komen
- de Tweede Wereldoorlog, toen er schaarste was aan allerlei stoffen die men nodig had voor de dracht, en - ook daarna - de hoge kosten die eraan verbonden waren.
- de strenge rouwvoorschriften, die niet golden voor wie niet "in dracht" was
- het praktische ongemak: volledig "aankleden" duurt lang
- en voor sommigen wellicht ook: de opdringerigheid van toeristen die zich vergapen aan mensen in streekdracht.

In 2008 waren er nog tien plaatsen of streken waar nog dagelijks streekdracht wordt gedragen. In het algemeen betreft het alleen nog vrouwen, van wie de meesten hoogbejaard zijn.
Verreweg de meeste draagsters zijn nog te vinden in Staphorst en Rouveen: ongeveer 500 vrouwen en ook enkele mannen. Op een goede tweede plaats komt Spakenburg/Bunschoten/Eemdijk met ongeveer 300 vrouwen. In Zeeland zijn er nog een goede honderd draagsters op Walcheren (onder andere Westkapelle, Domburg, Veere), in Arnemuiden (dit dorp geeft Zeeland de beste kans om de dracht "in het wild" te zien) en Zuid-Beveland. Veel kleinere aantallen zijn er dan nog in Scheveningen, Volendam, Marken, op de Noord-Veluwe (Hierden, Nunspeet, Doornspijk, Oldebroek) en op Urk.
Hieronder volgt een (onvolledig) overzicht van de verschillende plaatsen in Nederland waar rond 1960 klederdracht nog regelmatig deel van het dagelijkse straatbeeld uitmaakte. In 2003 waren er nog 12 steden en regio's waar sommige inwoners zich nog steeds in klederdracht hullen. Volgens een zo nauwkeurig mogelijke schatting waren er in 2003 nog 1650 vrouwen en 19 mannen die elke dag hun traditionele uitrusting aantrokken.
Onderstaande telling geeft het aantal personen weer, die de dracht het hele jaar door, nog dagelijks dragen (stand november 2003):
- Amsterdam: Verdwenen met veranderingen wezenkledij. Herintroductie: 4 mannen, 0 vrouwen
- Arnemuiden: (grote kap met oorijzers) 57 vrouwen, jongste draagster is 65. In 2020 waren er nog 7 vrouwen overgebleven.
- Axel: verdwenen rond 1990
- Bunschoten / Spakenburg/ Eemdijk: 85 vrouwen, jongste draagster is 53
- Cadzand: verdwenen rond 1985
- Friesland: werd nog tot aan de Tweede Wereldoorlog gedragen
- Hindeloopen: verdwenen rond 1882
De laatste vrouw die dagelijks het Hindelooper kostuum droeg, Maria Dirkje Husser, stierf in 1882 op 83-jarige leeftijd.
- Huizen: verdwenen plm. 2005
- Katwijk aan Zee: verdwenen in 1985
In 1982 waren er nog 10 vrouwen in streekdracht aanwezig
- Marken: 39 vrouwen, jongste draagster is 62
- Noord-Brabant: begin jaren 70 verdwenen
- Noordwest-Veluwe
oude dracht verdwenen. Laatste draagster was Wijmpje Frens-Wouters (22 mei 1904 - 9 maart 2007)
nieuwe dracht circa 75 vrouwen, jongste draagster is 71
- Rijssen: verdwenen in de jaren 90
Laatste draagster was Gerritdina ter Maat-Schulenburg (19 juli 1908 - 2 juni 2007)
- Scheveningen: tussen 10 en 20 vrouwen; de jongste is van 1933 (zie verder: Scheveningse klederdracht)
- Schouwen-Duiveland: verdwenen
Adriana Stouten-de Bruine (16 oktober 1892 - 14 mei 1996) was de laatste vrouw in Schouwense dracht
- Staphorst / Rouveen: circa 725 vrouwen en 10 mannen, jongste draagster is 9
- Terschelling: verdwenen halverwege jaren 70
- Urk: 20 vrouwen en 8 mannen, jongste draagster is 81
- Volendam / Edam: 50 vrouwen en 1 man, jongste draagster is 62
- Walcheren: 157 vrouwen, jongste draagster is 69, de mannendracht verdween in 2003. In 2020 waren er nog 16 vrouwen overgebleven.
- West-Friesland: verdwenen (alleen nog op markten en feesten, zoals in Schagen)
- Zuid-Beveland: (katholiek onderscheiden van protestant) circa 27 vrouwen, jongste draagster is 78 jaar

## Huidige situatie

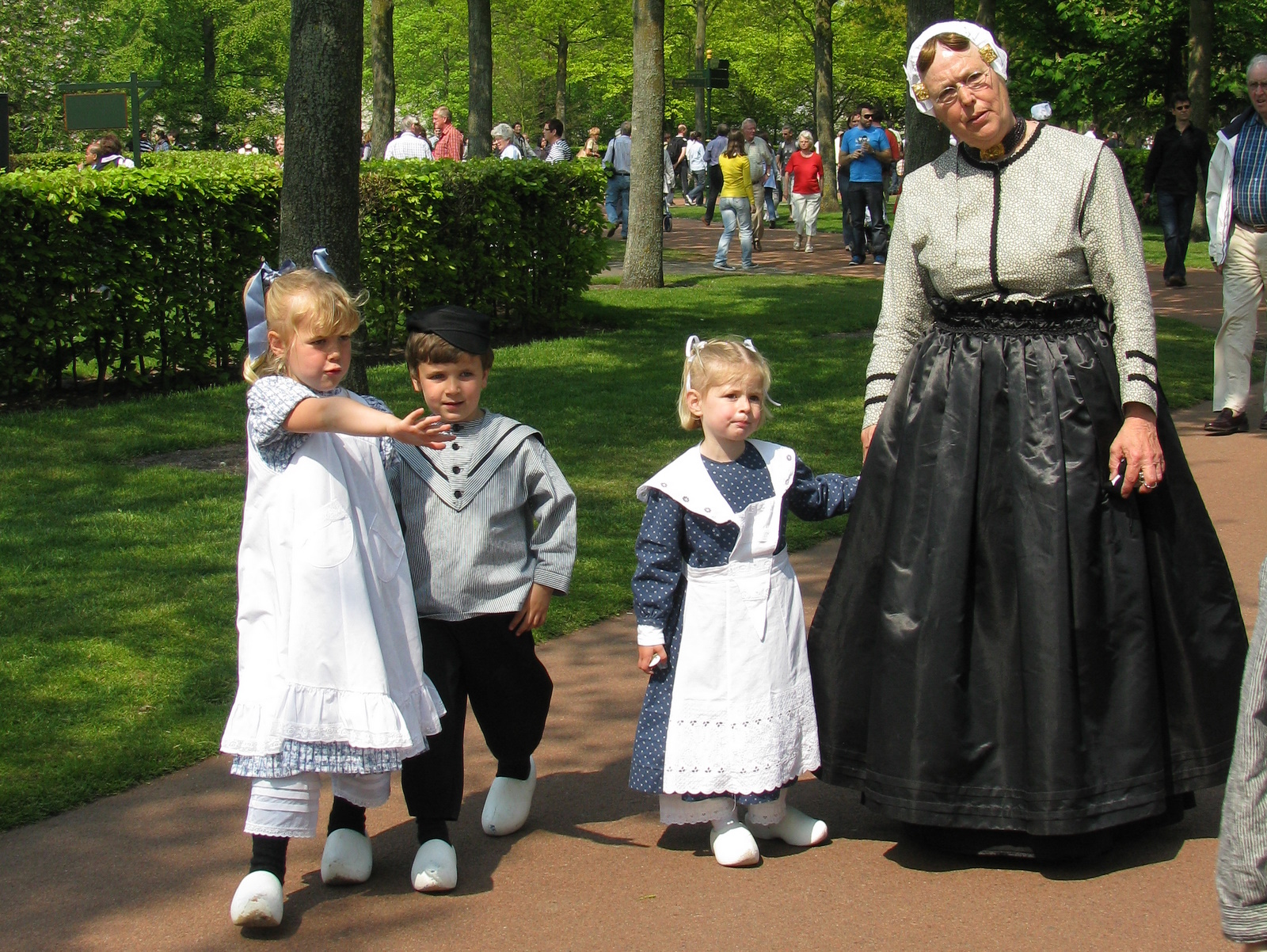
Jonge generatie in dracht op tulpenweekend in de Keukenhof, 2009

Degenen die nu nog streekdracht dragen doen dat in het algemeen met overtuiging en zullen niet zo snel "in burger" gaan. Soms worden ze hier toch toe gedwongen, bijvoorbeeld na opname in een bejaardentehuis, als er niemand is die kan helpen met het aankleden.
In sommige dorpen is het verdwijnen van de klederdracht ervan aanleiding geweest om bij gelegenheid de oude kleding nog weer eens te dragen. Dat gebeurt bijvoorbeeld op Staphorst (bij Prinsjesdag), massaal op Urk (zaterdag voor Pinksteren), maar ook bijvoorbeeld in Volendam tijdens het Volendammer weekeind (eind juni), op Marken (Koningsdag), en in Spakenburg (visserijdag). Daarnaast wordt de streekdracht op Kampereiland op de oogstdag (jaarlijks 16 augustus) gedragen.
Verder zijn er overal in het land klederdracht- en kostuumgroepen ontstaan die zich inspannen om de oude kleding te bewaren en te bestuderen, en die bij gelegenheid te tonen aan het publiek. De oudste groep is waarschijnlijk die uit Hindeloopen, opgericht in 1912, nadat in 1882 de laatste draagster van de Hindelooper dracht was overleden. Jaarlijks zijn er evenementen waarbij men deze groepen aan het werk kan zien, bijvoorbeeld in Nunspeet op "Eibertjesdag" (vrijdag na Hemelvaartsdag), in Spakenburg op de eerste Spakenburger dag (voorlaatste woensdag in juli), in Schagen op de West-Friese markten (er is een speciale dag gewijd aan de klederdrachten), en de "nostalgische dag" in Goes.
Verder zijn er in Nederland tal van koren en volksdansgroepen die optreden in klederdracht. Sommige van deze groepen doen dat zeer zorgvuldig maar bij anderen is de historische betrouwbaarheid van de kleding niet altijd even goed.
In 2023 verscheen een serie postzegels met afbeeldingen van de Zeeuwse, de Veluwse en de Volendammer dracht, naar foto's van Jimmy Nelson.
Tot slot blijven de streekdrachten ook voortleven in de burgermode. Sommige kledingmerken en modeontwerpers laten zich duidelijk inspireren door de streekdrachten. Vandaag de dag kunnen op een willekeurig schoolplein meisjes en moeders te zien zijn in rokjes die met onmiskenbaar Staphorster motieven zijn bedrukt, al zijn de draagsters zelf zich hiervan meestal niet bewust.